# (43954) Chýnov
(43954) Chýnov, désignation internationale (43954) Chynov, est un astéroïde de la ceinture principale.

## Description
(43954) Chynov est un astéroïde de la ceinture principale. Il fut découvert le 7 février 1997 à l'Observatoire Kleť par Miloš Tichý et Zdeněk Moravec. Il présente une orbite caractérisée par un demi-grand axe de 2,27 UA, une excentricité de 0,06 et une inclinaison de 7,0° par rapport à l'écliptique.

## Compléments